# Zijspanrace

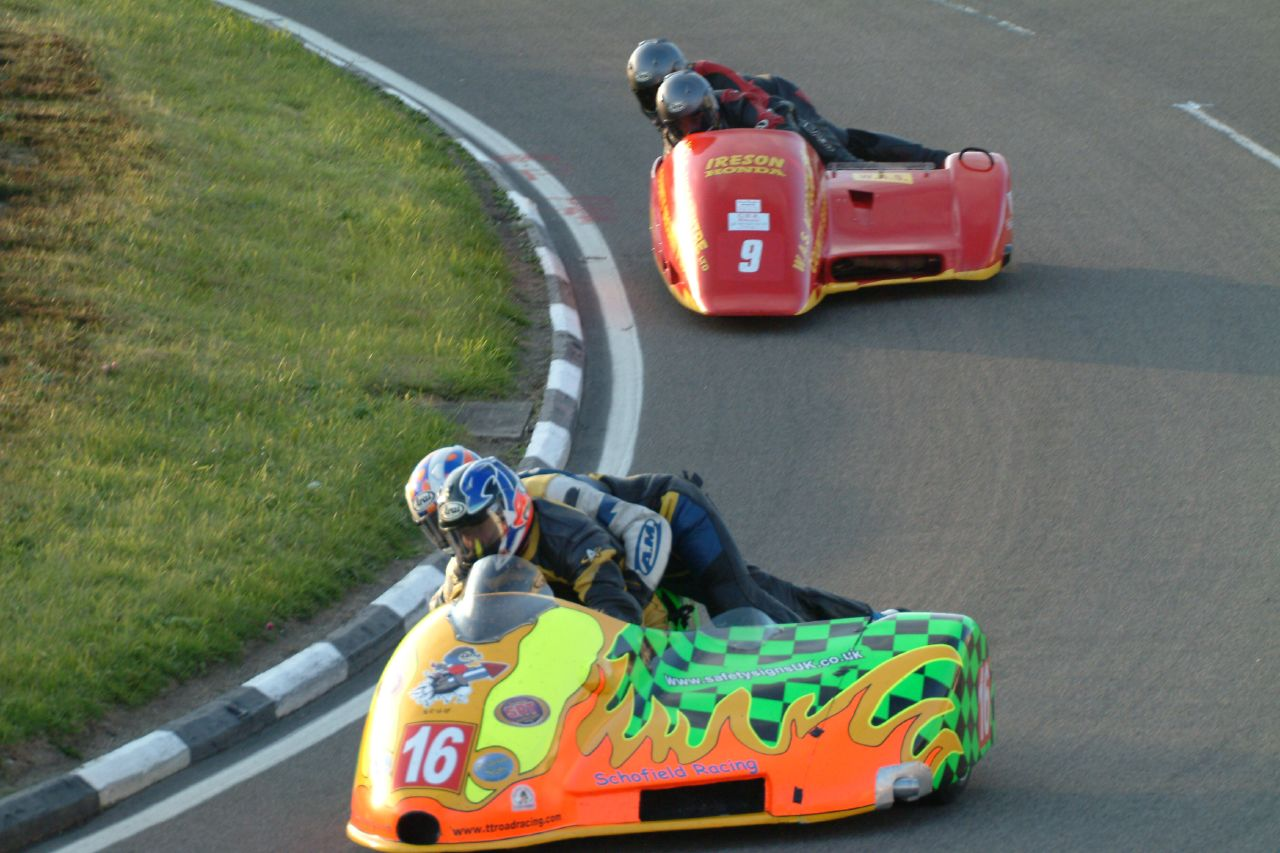
Zijspanrace tijdens de Isle of Man TT 2007

Zijspanrace is een wegrace met zijspancombinaties.
De meest gebruikte motorblokken stamden lang van de Yamaha YZR 500 uit 1979. De teams en kleine fabrieken hebben deze blokken wel steeds verfijnd en doorontwikkeld zodat het oorspronkelijke vermogen van ca. 100-130 pk toenam tot dik 180 pk. Later werden grotere viertaktmotoren van verschillende merken gebruikt.
Oorspronkelijk werden zijspanraces gehouden met race-motorfietsen waaraan een (steeds lager) zijspan werd gemonteerd, waarin de passagier (bakkenist) languit lag. Later werden motorfiets en zijspan één geheel. De passagier moet echter wel hard werken om de combinatie op de baan te houden. Omdat de zijspankant veel lichter is, heeft deze de neiging in de bocht omhoog te komen (bij rechts gemonteerde zijspannen in rechter bochten, bij links gemonteerde in linker bochten), waardoor de combinatie om zou kunnen slaan. Door ver naar buiten te hangen kan de bakkenist dit voorkomen. Daarom heeft hij kunststof protectoren op zijn billen, want die raken de grond nogal eens.
Pogingen om zijspancombinaties te maken waarin de passagier gewoon kon blijven liggen (en dus echt "passagier" was geworden) werden door de overkoepelende motororganisatie, de FIM, in de kiem gesmoord.